# Ashton Sanders
Ashton Durrand Sanders (ur. 24 października 1995 w Carson) – amerykański aktor filmowy, najlepiej znany jako nastoletni Chiron w komediodramacie Moonlight (2016), nominowanym do Oscara.

## Życiorys
Urodził się w Carson w Kalifornii. W 2013 ukończył Grand Arts High School w Downtown Los Angeles. Studiował w The Theatre School at DePaul University.
Po występie jako Donnie w filmie krótkometrażowym Making Possibilities (2012), zadebiutował na dużym ekranie w roli Willa w dramacie The Retrieval (2013). W 2015 zagrał małą rolę Eazy-E w biograficznym dramacie muzycznym Straight Outta Compton. Przełomem w jego karierze okazała się postać nastoletniego Chirona w komediodramacie Barry’ego Jenkinsa Moonlight (2016), za którą otrzymał Austin Film Critics Association Awards 2016, Nagrodę Specjalną Jury Gotham Independent Film Award, nagrodę im. Roberta Altmana i MTV Movie Award w kategorii „Najlepszy filmowy pocałunek” z Jharrelem Jerome.

## Filmografia
- 2013: The Retrieval jako Will[5][6]
- 2015: Straight Outta Compton jako dzieciak[5][6]
- 2016: Moonlight jako Chiron[5][6]
- 2016: We Home jako Javan[5]
- 2017: The Last Virgin in LA jako Josh[6]
- 2018: Captive State jako Gabriel[5]
- 2018 The Equalizer 2
- 2019: Wu-Tang: An American Saga jako Bobby Diggs (RZA)
- 2020: Cały dzień i noc (All Day and a Night) jako Jahkor Abraham Lincoln

## Nagrody i nominacje
| Rok  | Nagroda                                                | Kategoria                                      | Film             | Rezultat  |
| ---- | ------------------------------------------------------ | ---------------------------------------------- | ---------------- | --------- |
| 2016 | Nagroda specjalna jury Austin Film Critics Association | Najlepsza obsada                               | Moonlight (2016) | Wygrana   |
| 2017 | Screen Actors Guild                                    | Najlepszy filmowy zespół aktorski              | Moonlight (2016) | Nominacja |
| 2017 | Czarna Szpula (Black Reel)                             | Najlepszy aktor drugoplanowy                   | Moonlight (2016) | Nominacja |
| 2017 | Czarna Szpula (Black Reel)                             | Wybitny męski występ                           | Moonlight (2016) | Nominacja |
| 2017 | Nagroda specjalna                                      | Nagroda im. Roberta Altmana                    | Moonlight (2016) | Wygrana   |
| 2017 | MTV Movie Award                                        | Najlepszy filmowy pocałunek z Jharrelem Jerome | Moonlight (2016) | Wygrana   |
| 2018 | CinEuphoria Awards                                     | Nagroda honorowa                               | –                | Nominacja |